# 馬術治療

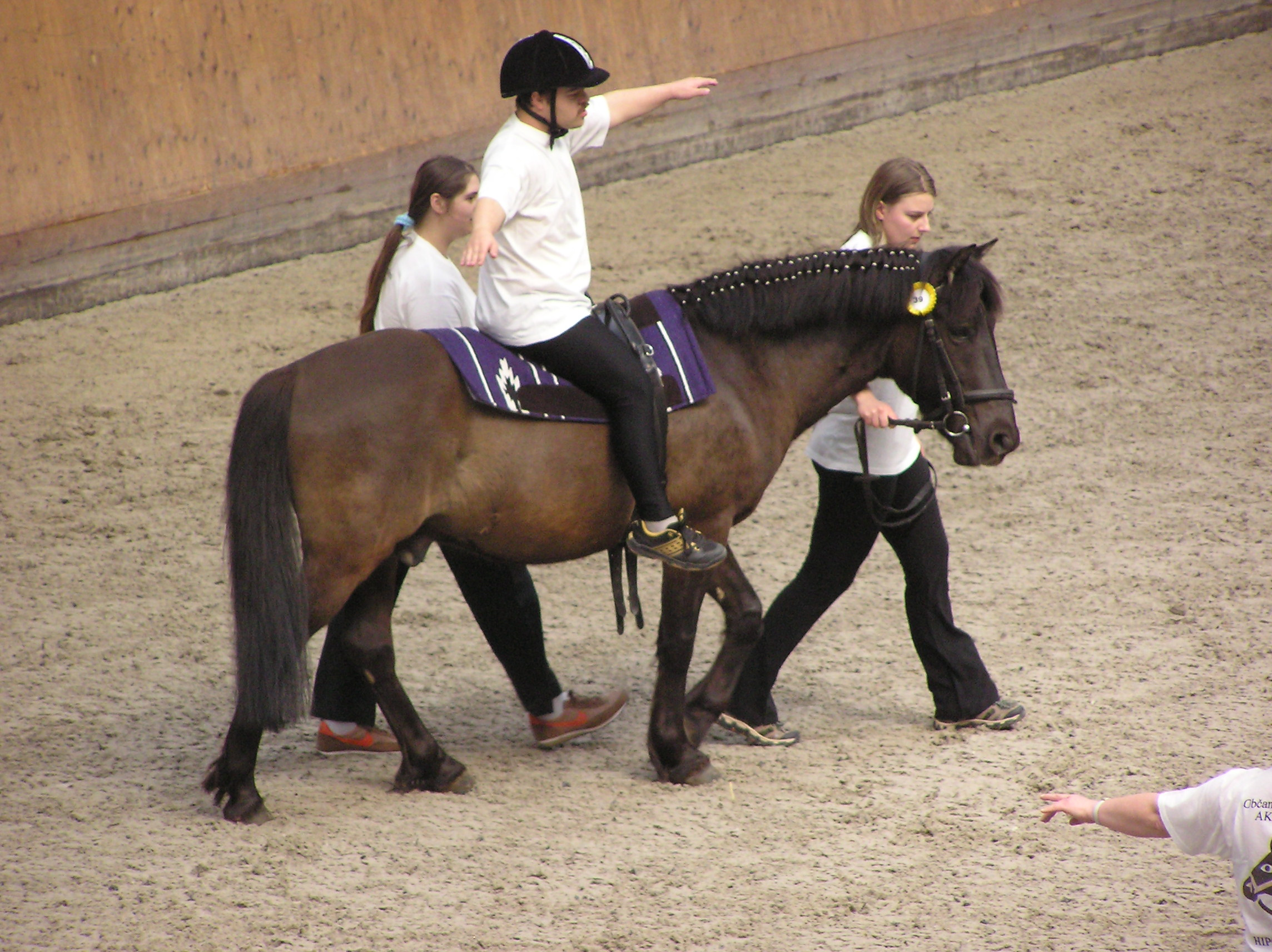
有許多領域醫學專業人士曾使用過馬術治療，例如職能治療師、物理治療師、語言心理學家、心理師、社工人員及休閒治療師

馬術治療（Equine-assisted therapy）簡稱EAT，包括了許多和馬或马属動物有關的治療活動，目的是為了促進人的身體及心理健康。馬術治療會用到馬術的技巧，在古代就已開始使用，一直到1960年代才在現代的身體健康議題探討馬術治療，而1990年代開始將馬術治療用在心理治療上。有關馬術治療應用在身體健康研究之系統綜述一直到2007年才開始，不同研究者的研究缺乏共通術語及標準化，也讓元分析不易進行。因為沒有高水準的研究評估馬術治療在心理治療上的效用，目前學界的立場是不應該用馬術治療來取代有實證的精神心理治療，也不適合因馬術治療而分散用在精神心理治療上的資源。

## 種類

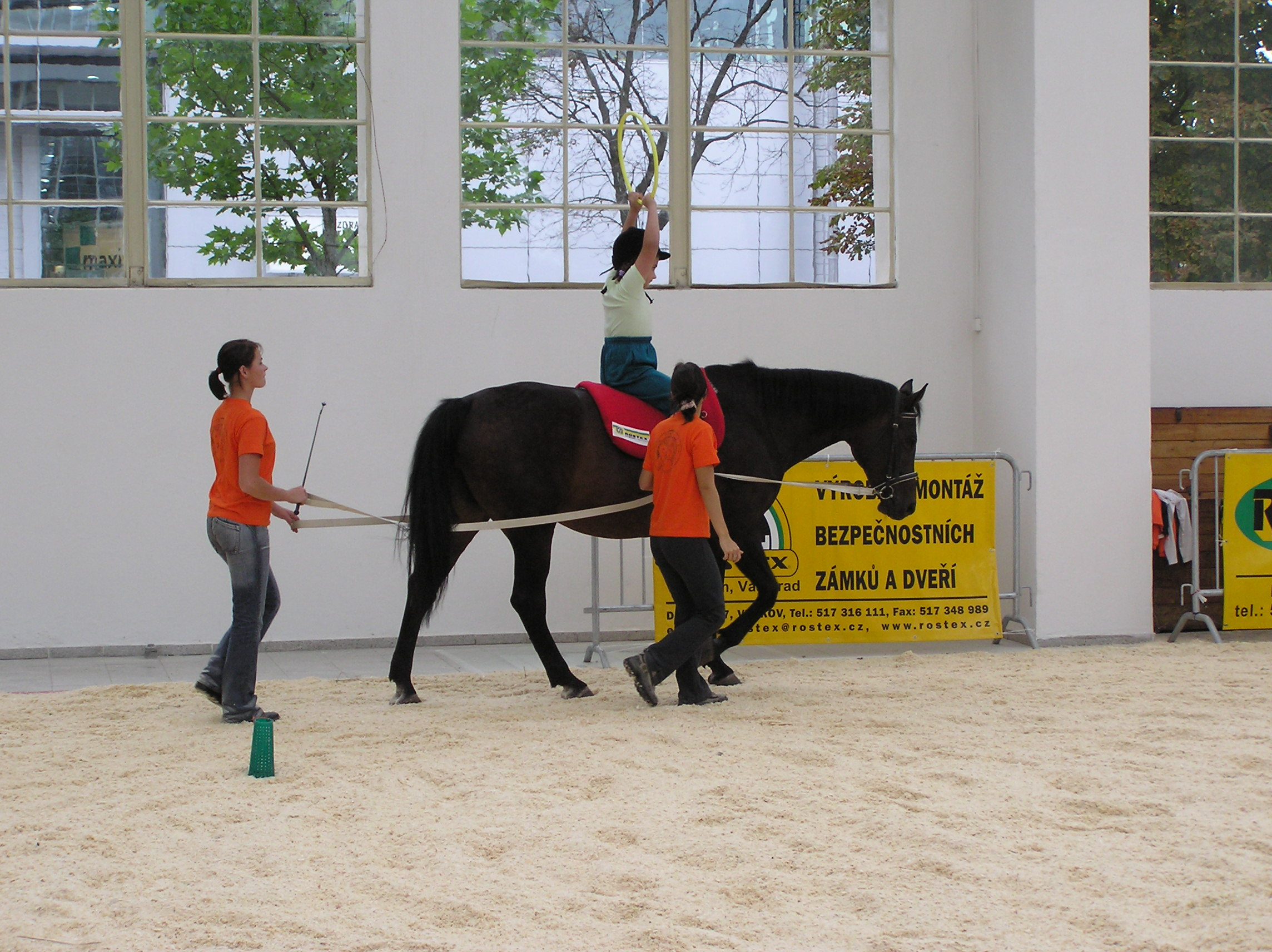
歐洲治療性騎馬（hippotherapy）的例子

大部份的的研究著重在馬術治療對身體的助益，不過最嚴謹的研究是以系統性回顧為基礎的研究，而2007年後才有這類的系統性回顧。
以往曾用馬術治療治療一些神經性疾病，例如腦性麻痺、運動障礙或是平衡問題等。一般認為馬的節奏步態可以讓騎乘者以類似走路時相同的旋轉及左右移動方式來運動骨盆。馬的節奏步態可以調整，讓騎乘者持續調整其骨盆運動，增進其強度、平衡感、協調、靈活性、姿勢及活動力。
馬術治療也可以用來治療其他的疾病，例如自閉症、行為疾患及精神疾患。因為缺乏嚴謹的科學證據，目前還沒有足夠的證據說明馬術治療對心理健康是否有幫助。

## 外部連結
- Federation of Riding for the Disabled International （页面存档备份，存于）
- American Hippotherapy Association (AHA) （页面存档备份，存于）
- Professional Association of Therapeutic Horsemanship (PATH) （页面存档备份，存于）